# Robert Pfaller

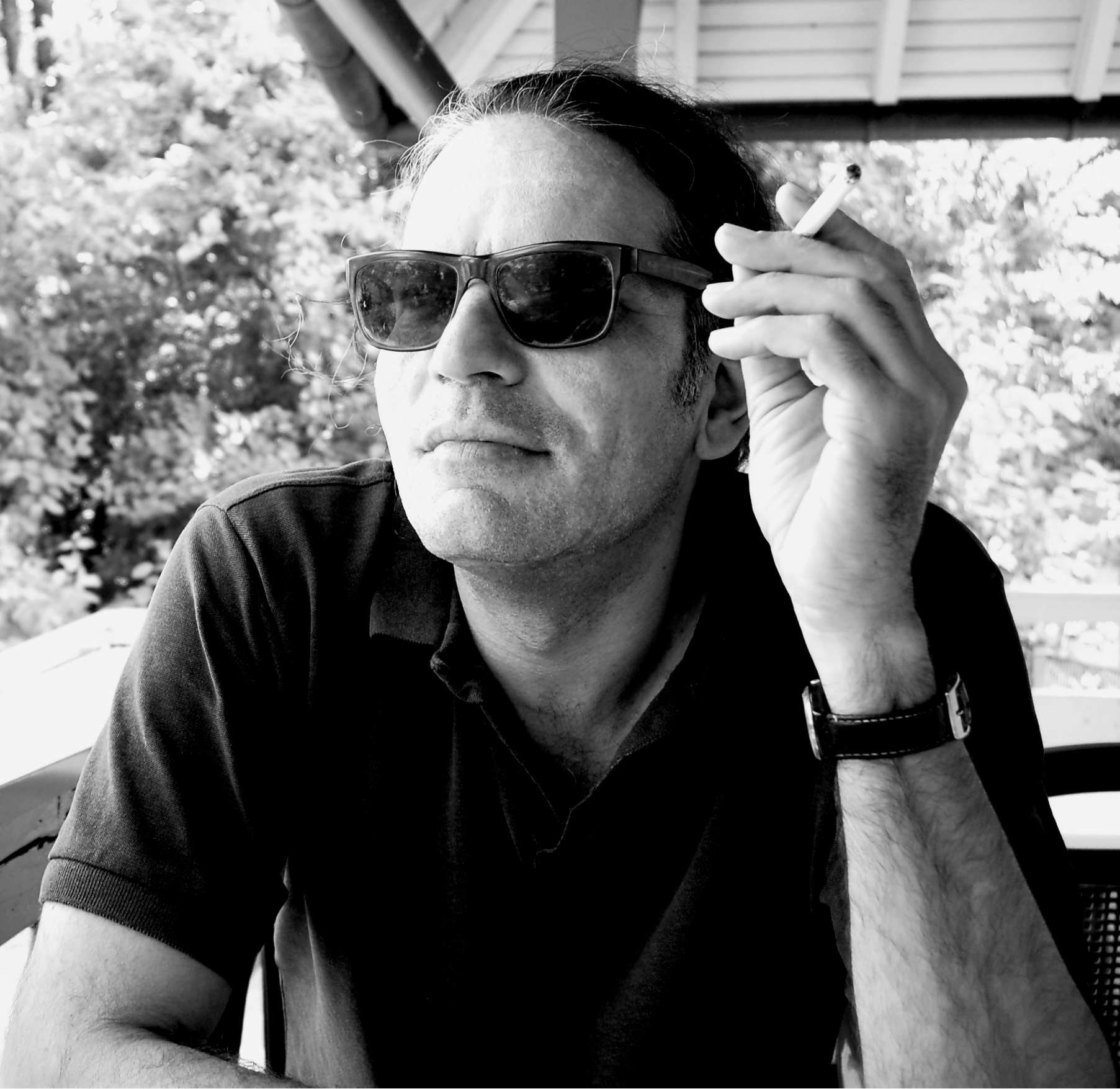
Robert Pfaller (2016)

Robert Pfaller (* 1962 in Wien) ist ein österreichischer Professor für Philosophie.
Pfaller lehrte zunächst als Professor für Philosophie und Kulturwissenschaft an der Universität für künstlerische und industrielle Gestaltung Linz sowie an der Technischen Universität Wien. Von 2009 bis zum Oktober 2014 war er Professor für Philosophie an der Universität für angewandte Kunst Wien. Seit 2019 ist er Professor für Philosophie an der Kunstuniversität Linz.

## Werk
Internationale Beachtung fand Pfaller durch seine Studien über Interpassivität (2000). Interpassivität bezeichnet die Praxis, eigene Handlungen und Empfindungen an äußere Objekte, also Menschen oder Dinge zu delegieren. Die Theorie der Interpassivität bezieht sich hauptsächlich auf den Bereich der Lustempfindungen, weshalb Interpassivität auch als „delegiertes Genießen“ bezeichnet werden kann. Ein geläufiges Beispiel hierfür aus dem Alltag ist das von Slavoj Žižek analysierte Konservengelächter („canned laughter“) in Sitcoms, das an unserer Stelle lacht und uns so die „Mühe“ des eigenen Lachens erspart. Wir fühlen uns so befreit, als wäre das Lachen unser eigenes gewesen.
In seinem Werk Die Illusionen der anderen entwickelt Pfaller, gestützt unter anderem auf die psychoanalytischen Überlegungen von Octave Mannoni und die Kulturtheorie des Spiels von Johan Huizinga („homo ludens“), die These, dass es Einbildungen gebe, die nicht einer konkreten Person zuzuordnen seien. Pfaller spricht in diesem Zusammenhang von „Illusionen ohne Eigentümer“.
Ausgehend von Mannonis Unterscheidung von „croyance“ und „foi“ unterscheidet Pfaller zwei Typen von Einbildungen: Einbildungen mit Eigentümern („das ist meine Meinung und dazu stehe ich“) und Einbildungen ohne Eigentümer. Letztere sind Einbildungen „trotz besseren Wissens“, die für das Individuum nicht rational begründbar sind und in alltäglichen Mythen und Aberglauben zum Ausdruck kommen, etwa in Formulierungen wie: „Ich weiß, es ist dumm, aber ich muss trotzdem unbedingt wissen, was in meinem Horoskop steht.“ Im Gegenteil, dieses „bessere Wissen“ hebt den Aberglauben nicht nur nicht auf, es verfestigt ihn sogar.
Mit diesen Einbildungen ohne Eigentümer finde eine Täuschung eines fiktiven „naiven Beobachters“ statt – eine unterstellte Beobachtungsinstanz innerhalb des Selbst, die sich nur am äußeren Schein orientiert und gerade dadurch getäuscht werden kann.
Die heutige neoliberale Kultur sieht Pfaller – auf Seiten der Massen – von Lustvermeidung und Askese geprägt.
Aus Verzicht auf Lust wird die Lust auf Verzicht.
Diesen bereits auf Max Weber und dessen Werk Die protestantische Ethik zurückgehenden Gedanken greift Pfaller vor allem in der psychologisch gewendeten Prägung und Umarbeitung von Gilles Deleuze und Félix Guattari auf. In ihrem Buch Anti-Ödipus schreiben sie: „So bleibt die grundlegende Frage der politischen Philosophie immer noch jene, die Spinoza zu stellen wusste (und die Reich wieder entdeckt hat): Warum kämpfen die Menschen für ihre Knechtschaft, als ginge es um ihr Heil? Was veranlasst einen zu schreien: ‚Noch mehr Steuern! noch weniger Brot!‘“  Und, so ließe sich ergänzen, warum schreien sie nicht mit den Worten Wladimir Majakowskis: „Her mit dem schönen Leben“?
Pfaller sieht so in der Gegenwart den Verlust der Fähigkeit der Subjekte, ihre Interessen adäquat wahrzunehmen – an Stelle der Objekte selbst werde, ganz anders als in der klassischen protestantischen Ethik, der Verzicht begehrt: „Wir haben keinen Porsche, und das ist auch gut so.“
In den westlichen Ländern in Europa und in Übersee herrschte bis etwa 1980 eine Politik des Keynesianismus vor.
Es konnte eine ansteigende soziale Gleichheit (vgl. Thomas Piketty und Branko Milanović) erreicht werden.
Mit der aufkommenden neoliberalen Chicagoer Schule passierte eine radikale Trendumkehr (Austeritätspolitik).
Rechte wie auch sozialdemokratische Regierungen machen auf die gleiche Art neoliberale Politik.
Jetzt mussten die linken Parteien damit beginnen, sich wenigstens symbolisch von den Rechten zu unterscheiden.
Die Politik konnte, unter dem Druck des Sparzwangs, nicht mehr in die Gestaltung der Gesellschaft eingreifen.
Die große politische Erzählung ging verloren; „Diversity“ ersetzte Gleichheit.
Da gesellschaftliche Konflikte nun kulturalisiert wurden, hat man auch eine Miniaturisierung der Konflikte bewirkt.
Es ging im öffentlichen Diskurs um kleinere Dinge (Mikroaggressionen) und um immer kleinere Gruppen. Früher ging es um alle Menschen, dann um Frauen, Homosexuelle usw.
Durch die Kulturalisierung wurden nun die Benachteiligten auch als empfindliche Gruppe angesehen. Das ist eine durchaus paradoxe Wendung: die tatsächlich Abgehängten sind abgebrüht und kümmern sich nicht um Kleinigkeiten.
Sämtliche Fragen der klassenbedingten Ungleichheit wurden nun als Fragen der Diskriminierung begriffen.
Pfaller sieht Identitätspolitik in einer Abstiegsgesellschaft begründet. „... wer keine Zukunft hat, der braucht umso mehr Herkunft“.
Einen Irrtum sieht Pfaller in der Unterscheidung der Anthropologie, bei der Scham gehe es um Anschuldigungen von Außen (auf die Meinung anderer gerichtet), bei der Schuld um welche von innen (Anordnung des eigenen Gewissen); diese stützt sich auf Margret Meads und fand seit den 1930er Jahren breite Rezeption. Scham ist genauso innengeleitet wie die Schuld, sie stützt sich aber auf Äußerlichkeiten (Toilettefehler, Fleck auf dem Hemd). Bei Scham ist man ist auf ein Sein bezogen und ihre positive Wendung ist der Stolz (bei der Schuld die Würde). Die Scham ist selber schamhaft und sie verbirgt darum sich unter anderen Masken (Prahlerei, krankhafter Ehrgeiz). Heute ist die Scham ein Distiktionsmerkmal, sie wird wie eine teure Handtasche vor sich hergetragen. Die Scham ist einem selbst immer ein bisschen fremd, man kann sie eigentlich niemand Dritten auftragen.
Die Scham bricht aus, wenn die Menschen nicht mehr so tun können, als hätten sie nichts gemerkt. Dieses Theater täuschte niemand wirklich, es hat keinen wirklichen Adressaten, sondern es wird inszeniert für eine innerpsychische Beobachtungsinstanz; diese urteilt nur nach dem Augenschein („naiver Beobachter“, von Pfaller so genanntes „Unter-ich“). Dies ist ein wesentlicher Unterschied zum Überich, das auch unsere Absichten oder die auch nicht-gemachten Handlungen kennt. Ein weiterer Irrtum bei der Scham ist, es wäre ein Abstand zum ideal, der nicht erreicht werden kann. Wenn, wie bei der Cancel-Culture etwas weg muss, dann ist etwas Zuviel da. Das Grundgefühl der Scham ist: ich bin ein Überfluss in der Gesellschaft, ich bin ein Zuviel.
Pfaller sieht auch Änderungen der Arbeitswelt: Die Autoren Luc Boltanski und Ève Chiapello sprechen davon, dass Arbeit und Nicht-Arbeit kaum getrennt werden kann, es gäbe einen Künstlerkapitalismus:
- Die Arbeitsaufgaben sind unklar formuliert und diffus.
- Eine enorme Verausgabungbereitschaft werde gefordert.
- Die Bezahlung der Arbeit ist ungewiss.

In seinem 2022 veröffentlichtem Buch Zwei Enthüllungen über die Scham bezeichnet Pfaller das, im Westend Verlag erschienene Buch Schäm dich! Wie Ideologinnen und Ideologen bestimmen, was gut und böse ist. der mittlerweile für Nius arbeitenden  Judith Sevinç Basad, entgegen vieler anderer gegenteiliger Rezensionen, als kenntnisreiche Darstellung und dessen Kritik als gut begründet.

## Initiativen
2013 gehörte Pfaller sowohl zu den Erstunterstützern der österreichischen Initiative „Mein Veto! – Bürger gegen Bevormundung“ als auch zu den Gründern der europäischen Initiative „Adults for Adults. Citizens against Patronizing Politics“. Beide Aktionskreise wendeten sich (in Pfallers eigenen Worten) „gegen drei Aspekte aktueller Politik in der EU“, nämlich „Bevormundungspolitik“, „Biopolitik“ und „Pseudopolitik“,. Im September 2013 erhielten Mitglieder des Europäischen Parlaments ein von Pfaller unterzeichnetes Schreiben der Initiative „Adults for Adults“, das dazu aufrief, gegen die geplante Verschärfung der EU-Tabakrichtlinie zu stimmen. In parodistischer Absicht war „jeweils eine Flasche französischen Rotweins, deren Etikett warnende Schockbilder von Leberschäden zeigte“, beigelegt.

Forschungsgruppe Psychoanalyse
Pfaller war Mitglied der Wiener Forschungsgruppe für Psychoanalyse "stuzzicadenti". Die Gruppe wurde 1999 gegründet und bestand bis 2022. Die Gruppe widmete sich der kritischen Frage nach dem Ziel der Behandlung: Heilung oder Anpassung an bestehende gesellschaftliche Normen? Dazu wurden klinische Fragen mit Fragen der Kulturtheorie über veränderte und veränderbare Verständnisse von Sexualität, Normalität und Pathologie in Beziehung gesetzt.

## Publikationen
- Althusser. Das Schweigen im Text. Epistemologie, Psychoanalyse und Nominalismus in Louis Althussers Theorie der Lektüre. Fink, München 1997, ISBN 3-7705-3115-9.
- Negation and its Reliabilities. An empty subject for ideology? In: Slavoj Žižek (Hrsg.): Cogito and the Unconscious. Duke University Press, Durham 1998, S. 225–246.
- als Herausgeber: Interpassivität. Studien über delegiertes Genießen. Springer, Berlin 2000, ISBN 3-211-83303-X.
- Die Illusionen der anderen. Über das Lustprinzip in der Kultur. Suhrkamp, Frankfurt am Main 2002, ISBN 3-518-12279-7.
- als Herausgeber: Schluss mit der Komödie! Zur schleichenden Vorherrschaft des Tragischen in unserer Kultur. Sonderzahl, Wien 2005, ISBN 3-85449-226-X.
- Das schmutzige Heilige und die reine Vernunft. Symptome der Gegenwartskultur. Fischer Taschenbuch, Frankfurt am Main 2008, ISBN 978-3-596-17729-5.
- Ästhetik der Interpassivität. Philo Fine Arts, Hamburg 2009, ISBN 978-3-86572-650-6.
- als Herausgeber mit Beate Hofstadler: Hätten Sie mal Feuer? Löcker, Wien 2012, ISBN 978-3-85409-642-9.
- Wofür es sich zu leben lohnt. Elemente materialistischer Philosophie. S. Fischer, Frankfurt am Main 2011; Taschenbuch ebd. 2012, ISBN 978-3-596-18903-8.
- Zweite Welten. Und andere Lebenselixiere. S. Fischer, Frankfurt am Main 2012, ISBN 978-3-10-059034-3.
- als Herausgeber mit Eva Laquièze-Waniek: Die letzten Tage der Klischees. Übertragungen in Psychoanalyse, Kunst und Gesellschaft. Turia + Kant, Wien/Berlin 2013, ISBN 978-3-85132-726-7.
- Kurze Sätze über gutes Leben. Fischer Taschenbuch, Frankfurt am Main 2015, ISBN 978-3-596-18917-5.
- Erwachsenensprache. Über ihr Verschwinden aus Politik und Kultur. Fischer, Frankfurt am Main 2017, ISBN 978-3-10-490443-6 / ISBN 978-3-596-29877-8.
- Die blitzenden Waffen: Über die Macht der Form. Fischer, Frankfurt am Main 2020, ISBN 978-3-10-059035-0.
- Zwei Enthüllungen über die Scham. Fischer, Frankfurt am Main 2022, ISBN 978-3-10-397137-8.

## Auszeichnungen
Für sein Buch Die Illusionen der anderen wurde Robert Pfaller 2007 der Preis The Missing Link. PSZ-Preis für Psychoanalyse und... verliehen. Dieser Preis wurde vom Psychoanalytischen Seminar Zürich (PSZ) aus Anlass seines 30-jährigen Bestehens gestiftet und 2007 zum ersten Mal verliehen.
Der American Board and Academy of Psychoanalysis (ABAPsa) verlieh Pfaller den Award for Best Books Published in 2014 für die englische Version seiner Studie Die Illusionen der anderen. Über das Lustprinzip in der Kultur (On the Pleasure Principle in Culture: Illusions Without Owners).
Im Jahr 2020 bekam er qua Juryentscheid den von der Wiener Ärztekammer gestifteten Paul-Watzlawick-Ehrenring zugesprochen.
2023 wurde Pfaller zum korrespondierenden Mitglied der Slowenischen Akademie der Wissenschaften und Künste (SAZU) ernannt.